# Aleksandra Poch
Aleksandra Poch (ur. 10 maja 1932 w Środzie Wielkopolskiej, zm. 8 lutego 2014) – polska rolniczka, poseł na Sejm PRL VI kadencji.

## Życiorys
Uzyskała wykształcenie podstawowe, prowadziła rodzinne gospodarstwo rolne. Zasiadała w Powiatowym Komitecie Zjednoczonego Stronnictwa Ludowego i w Powiatowej Radzie Narodowej w Środzie Wielkopolskiej. Przewodniczyła Radzie Powiatowej Koła Gospodyń Wiejskich. Była także członkinią Rady Okręgowej Spółdzielni Mleczarskiej i Sekcji Kobiecej przy Gminnej Spółdzielni „Samopomoc Chłopska”. W 1972 uzyskała mandat posła na Sejm PRL w okręgu Gniezno. Zasiadała w Komisji Pracy i Spraw Socjalnych.

## Odznaczenia
- Odznaka honorowa „Za Zasługi w Rozwoju Województwa Poznańskiego” (1971)